# Ancteville
Ancteville ist eine Ortschaft und eine ehemalige französische Gemeinde mit 216 Einwohnern (Stand: 1. Januar 2022) im Département Manche in der Region Normandie. Sie gehörte zum Arrondissement Coutances sowie zum Kanton Agon-Coutainville.
Mit Wirkung vom 1. Januar 2019 wurden die früher selbstständigen Gemeinden Saint-Sauveur-Lendelin, Ancteville, La Ronde-Haye, Le Mesnilbus, Saint-Aubin-du-Perron, Saint-Michel-de-la-Pierre und Vaudrimesnil zur Commune nouvelle Saint-Sauveur-Villages zusammengeschlossen und haben in der neuen Gemeinde den Status einer Commune déléguée. Der Verwaltungssitz befindet sich im Ort Saint-Sauveur-Lendelin.

## Lage
Nachbarorte sind Muneville-le-Bingard im Nordwesten, La Ronde-Haye im Nordosten, Saint-Sauveur-Lendelin im Osten, Monthuchon im Südosten, La Vendelée im Süden, Servigny im Südwesten und Montsurvent im Westen.

## Bevölkerungsentwicklung
| Jahr      | 1962 | 1968 | 1975 | 1982 | 1990 | 1999 | 2008 | 2015 |
| --------- | ---- | ---- | ---- | ---- | ---- | ---- | ---- | ---- |
| Einwohner | 254  | 254  | 212  | 208  | 202  | 204  | 226  | 249  |